# 九〇式野砲
九〇式野砲（きゅうまるしきやほう）は、1920年代後期から1930年代初期にかけて開発・採用された大日本帝国陸軍の野砲。本項では機械化牽引を目的とした派生型、機動九〇式野砲（きどうきゅうまるしきやほう）についても詳述する。
第二次世界大戦では改造三八式野砲・九五式野砲とともに帝国陸軍の主力野砲として運用された。

## 概要
九〇式野砲の開発以前（日露戦争後）、帝国陸軍の主力野砲は1907年（明治40年）に制式採用された三八式野砲であったが、1910年代の第一次世界大戦を経て火砲の性能が格段の上昇を遂げると、駐退復座機の導入に伴う過渡期の産物であった三八式野砲は陳腐化してしまった。
陸軍はこの事態に際し、1920年代にコストと時間の関係から三八式野砲を改良して最大射程を伸ばした改造三八式野砲を開発・量産する一方で、新型野砲の導入に向けた動きを1920年（大正9年）から進めていた。しかし当時の日本には列強各国の新型火砲と同等のものを自力で開発できる技術がなかったため、新型野砲の開発は必然的に外国の技術に頼ることとなり、陸軍は外国に視察団を派遣しその設計を依頼することにした。この過程で注目を集めたのが、火砲先進国であるフランスのシュナイダー社が提案した75mm野砲であった。シュナイダー製のこの75mm野砲は、世界で初めて砲身後座方式を採用した、フランス国営兵器工廠製の75mm野砲 Mle 1897の影響を受け発展させたもので（開発組織が異なるMle 1897の派生型ではない）、開脚式砲架などいくつかの新技術が取り入れられていた。陸軍はシュナイダー社と交渉を重ね、最終的にこの新型野砲の購入とそれに伴う新技術の取得で合意した。
陸軍は当初シュナイダー砲の購入で得られた新技術を基に新型野砲を開発する予定であったが、コスト面や技術的な観点および購入砲自体が優れていたことなどから、最終的にシュナイダー野砲に改良を加えたものを新型野砲として導入することにした。改良の主なポイントは、ヨーロッパ大陸での運用を前提にしているシュナイダー野砲を中国大陸での運用に適したものにすることであった。本砲の設計は1928年（昭和3年）に開始され、数度の改正を経て1930年（昭和5年）に試製砲が完成、1931年（昭和6年）に仮制式制定を経て1932年（昭和7年）に九〇式野砲として制式制定された。

### 技術的特徴と採用までの経緯
本砲の技術的特徴として以下の点が主に挙げられる。
1. 水圧による自己緊縮方式（オートフレッタージュ）の採用による砲身の抗堪力の向上[9]。
2. 砲口制退器の採用による、射撃時の砲架への反動低減。
3. 駐退復座機に空気式を採用することで、反動の吸収を容易化。
4. 開脚式砲架と打ち込み式駐鋤の採用による、射角、方向限界の増大と射撃操作の容易化。

しかし、重量が過大であったため参謀本部の作戦担当者(第二課課長 鈴木率道砲兵中佐）はこの点を問題とし、機動性に重点を置いたさらなる新型野砲の開発を主張した結果、開発・生産されたのが九五式野砲である。他方、実用側の部隊からは、長射程の九〇式野砲を主力野砲とすべきと主張し両者の意見は対立した。結果、関東軍の第2師団で九〇式野砲の部隊実験を行った結果、長射程が重量過大を補って余りある価値があることを証明したため、以降九〇式野砲の整備が進められていった。
本砲の射撃速度は2分以内ならば毎分10～12発、5分以内ならば毎分6～8発、数時間の持続射撃ならば毎分2発であった。

### 貫徹能力

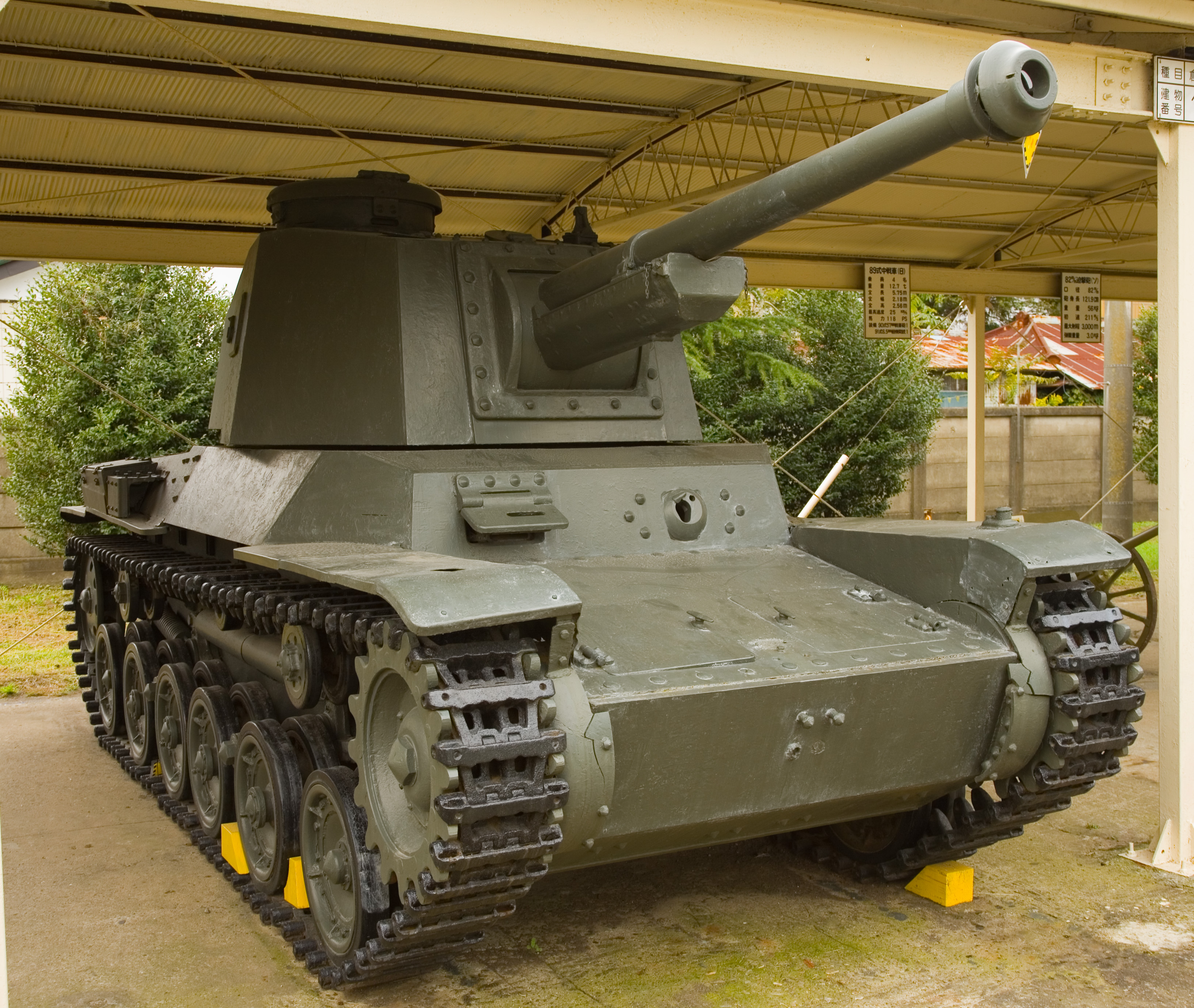
三式中戦車 チヌ（チヌ車）

本砲は硫黄島の戦闘報告書などにて「Ｍ4中戦車に対して極めて有効なり」と評価されており、その性能を生かして対戦車砲としても使用され、一式機動四十七粍砲を凌ぐその大火力を発揮した。
装甲貫徹能力の数値は射撃対象の装甲板や実施した年代など試験条件により異なるが、通常の一式徹甲弾を使用した場合は射距離1,000m/約70mm、500m/約80mm、タングステン・クロム鋼弾の「特甲」を使用した場合は1,000m/約85mm、500m/約100mmであった。一式徹甲弾は希少金属の配給上の問題により、クロム1%・モリブデン0.2%・他少量のニッケルを含有した高炭素鋼を使用したアメリカ陸軍の徹甲弾と異なり、炭素0.5～0.75%を含む鋼を搾出して成形・蛋形へ加工後に熱処理で硬化して炸薬を充填した物を用いていた。
また、1945年（昭和20年）8月のアメリカ合衆国戦争省の情報資料においては、鹵獲した九〇式野砲の装甲貫徹能力の数値は一式徹甲弾（徹甲榴弾相当）を使用し、衝撃角度90度で命中した場合は射距離1,500yd（約1371.6m）/2.4in(約61mm)、1,000yd（約914.4m）/2.8in（約71mm）、750yd（約685.8m）/3.0in（約76mm）、500yd（約457.2m）/3.3in（約84mm）、250yd（約228.6m）/2.4in（約89mm）となっている。

### 戦車砲化
なお、本砲は戦車砲として一式七糎半自走砲/一式砲戦車 ホニIの備砲として転用され、さらに改修型である三式七糎半戦車砲（II型）が三式中戦車 チヌと三式砲戦車 ホニIIIに搭載されている。
チヌ車とホニIII車は量産されたものの本土決戦のため内地に温存され終戦を迎えたが、ホニI車はフィリピン防衛戦とビルマ戦線などに少数が投入された。フィリピンではサラクサク峠の戦いにて上述の機動砲兵第2連隊のホニI車4両が、同連隊の機動九〇式野砲とともに活躍している。

### 欠点と後継機の開発
自己緊縮方式を採用した砲身だが、連続射撃を行うと砲腔内面が焼蝕し弾着にばらつきが生じる問題があった。制式審査において行われた抗堪射撃試験は実戦を想定して10日ないし14日で5000発の砲弾を発射したが、3000発前後で弾丸の旋回が途切れて弾軸が直角となり、著しい近距離での砲弾の落下が起きた。試験終期にはこの現象が50～90パーセントで発生し、発射された弾頭を検分するとライフリングの痕跡がないものが多数発見された（原乙未生による報告）。
この試験結果を受けて九〇式野砲は師団砲兵の主体火砲ではなく機動野砲および戦車砲として利用することとなり、新たに九五式野砲の研究開発が始まることになった。

## 機動化

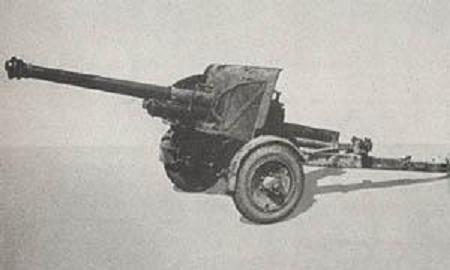
機動九〇式野砲

1931年3月、同年に仮制式制定となる九〇式野砲を臨時に機械化牽引する目的をもってサスペンション付の台車を研究することになり、翌年5月に設計着手、1934年（昭和9年）に完成
し、1935年（昭和10年）8月に九〇式野砲機動台車として制定された。制定は後述の機動九〇式野砲とほぼ同時期になったが、既存九〇式野砲装備部隊の自動車化のために先に生産に入り、牽引車の代わりに自動貨車で牽引させた。
これとは別に本格的な機械化砲兵用の火砲（機動砲）研究のため、1931年3月、九〇式野砲機動台車の研究開始と同日付で九〇式野砲を改修した機械化野砲の研究が決まり、1933年（昭和8年）6月に設計着手、改修は車軸をサスペンション方式とし、車輪に直径830mmのパンクレスゴムタイヤを採用、その他細部の改修が実施された。二次に亘る試験の結果、射撃精度は通常の九〇式野砲とほぼ同等であることが証明され、1935年3月23日に制式が上申され、同年8月9日に機動九〇式野砲として制定された。
機動九〇式野砲は1939年（昭和14年）には実戦投入されているが、本格的な配備は1942年（昭和17年）に戦車師団（軍隊符号：1TKD・2TKD・3TKD）およびその隷下となる機動砲兵連隊が編成されて以後のことになる 。なお、製造された機動九〇式野砲には、九〇式野砲から改造された砲もあった。牽引車には主に九八式四屯牽引車が使用された。

## 実戦

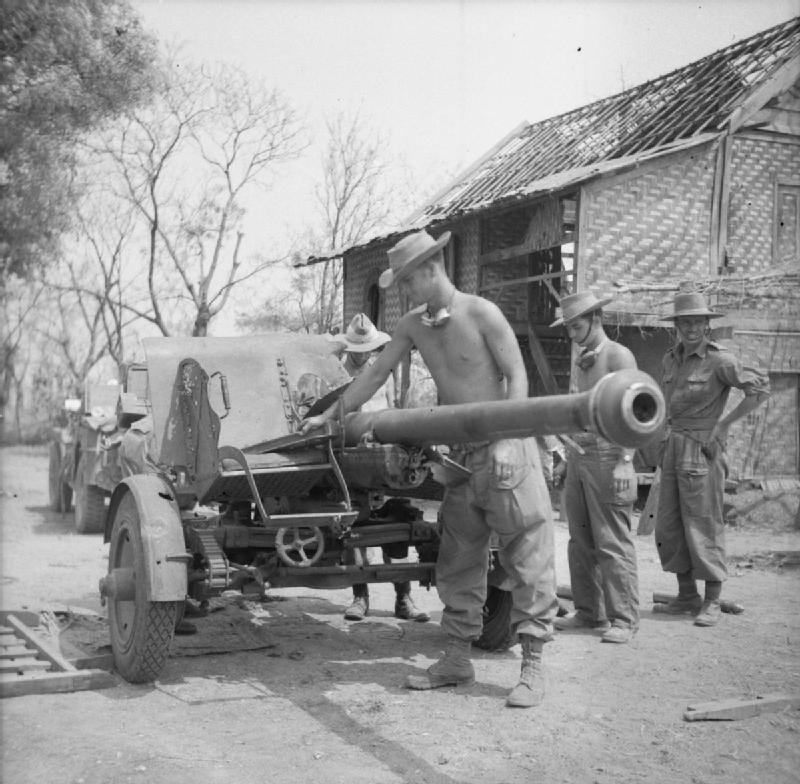
1945年4月、ビルマ戦線でイギリス陸軍に鹵獲された機動九〇式野砲

九〇式野砲の初陣は1931年の満州事変であり、その長射程が多少の重量過大面を補ってあまりあることを証明した。このため、以後九〇式野砲の整備が進むこととなる。しかしながら、帝国陸軍はドイツ陸軍およびアメリカ陸軍の運用方式に倣い、師団砲兵（野砲兵連隊等）の火力向上のため1930年代末頃から（師団砲兵の）主力火砲を従来の75mm野砲2～3個大隊・10cm軽榴弾砲（九一式十糎榴弾砲）1個大隊編制から、野砲1個中隊および軽榴弾砲2個中隊から成る3個大隊・15cm重榴弾砲（四年式十五糎榴弾砲）1個大隊（全大隊輓馬編制）に改編する計画を立て、野砲と山砲の生産を緊縮し九一式十榴等の量産に努めていたため、九〇式野砲自体は少数しか生産されなかった（なお、機動砲である機動九〇式野砲は量産が進められている）。
機動九〇式野砲の初陣は1939年（昭和14年）のノモンハン事件で、8門を擁する独立野砲兵第1連隊(1As)の2個中隊が第23師団隷下として投入された。本砲は当初安岡支隊に直協すべく配備されたが、7月1日よりの両岸攻撃では野砲兵第13連隊(13A)の第2大隊と交代させられ、左岸の小林隊に直協した。
1941年（昭和16年）に太平洋戦争（大東亜戦争）が勃発すると、九〇式野砲・機動九〇式野砲もまた連合軍との戦いに投入された。1944年（昭和19年）のフィリピン防衛戦では機動九〇式野砲を擁する戦車第2師団(2TKD)隷下の機動砲兵第2連隊の2個中隊が投入された。その後も硫黄島の戦いで戦車第26連隊（26TK、連隊長・西竹一陸軍中佐）の8門、沖縄戦で戦車第27連隊 (27TK) の4門などが使用されている。特に沖縄戦では2門の機動九〇式野砲が海岸砲としてアメリカ海軍の艦艇を砲撃し、海岸線防御の遊動砲兵として戦った。

## 生産
大阪造兵廠第一製作所が1942年(昭和17年)10月末に調査した火砲製造完成数は、九〇式野砲82門、機動九〇式野砲274門であった。昭和18年3月末の整備状況調査では機動九〇式野砲を昭和17年度に110門製造している。また、戦略爆撃調査団の要請により作成された兵器生産状況調査表によると、機動九〇式野砲を大阪造兵廠第三製作所において昭和18年度に50門製造したとされる。総生産数については、九〇式野砲約200門、機動九〇式野砲約600門とする説がある。

## 現存砲

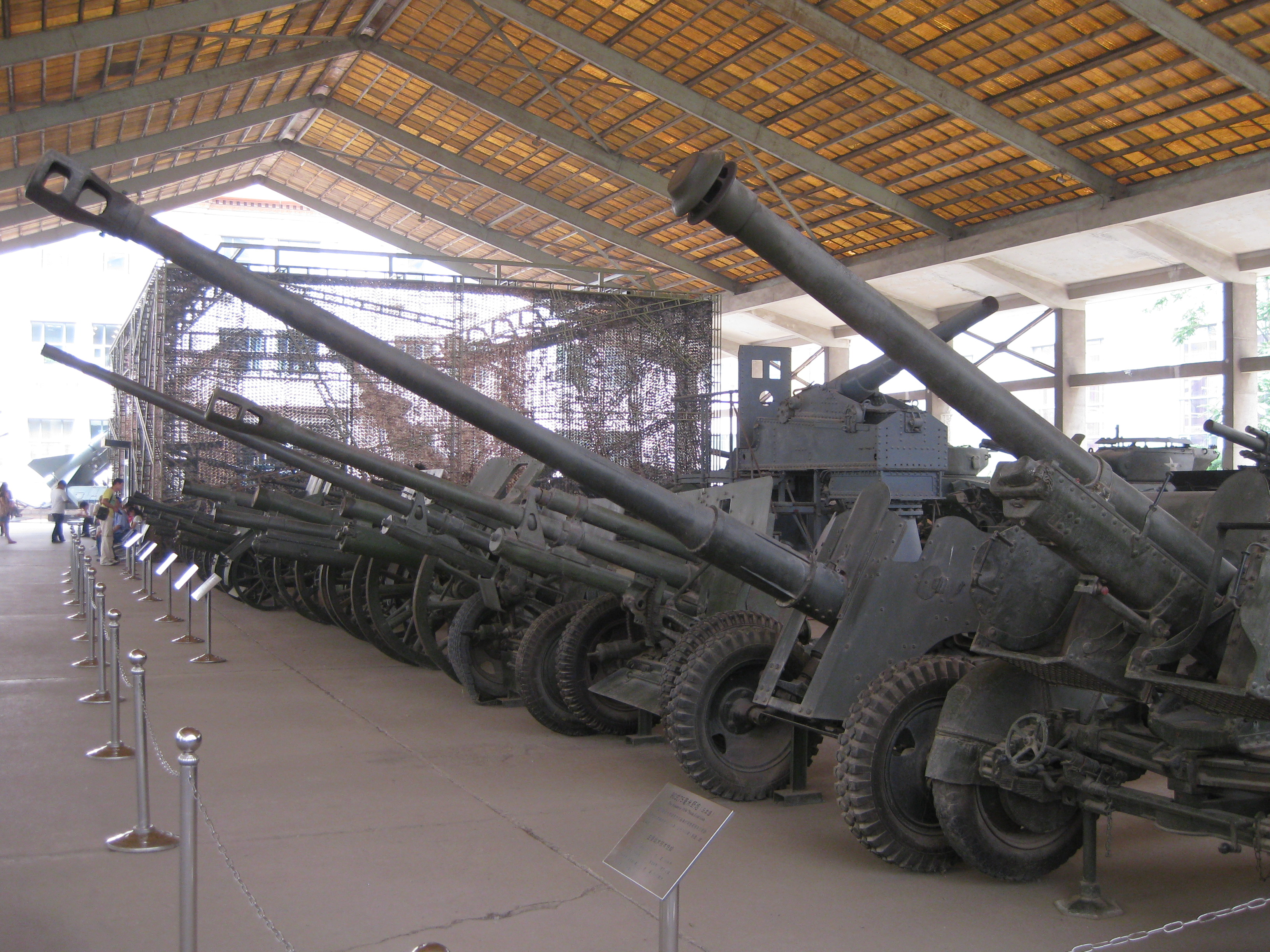
中国人民革命軍事博物館の機動九〇式野砲（右端、右端から3個目はZiS-3 76mm野砲）

機動九〇式野砲の主な現存砲としては、アメリカオクラホマ州フォート・シルのアメリカ陸軍野戦砲兵博物館（本項上掲写真）および、中国北京市の中国人民革命軍事博物館（四五式二十四糎榴弾砲や九五式野砲など大量の火砲を含む日本軍兵器とともに）に、原型を保った比較的良好な状態で収蔵・展示されている。
また戦車砲としては、ホニI車がメリーランド州アバディーンのアメリカ陸軍兵器博物館に、チヌ車が茨城県土浦市の陸上自衛隊武器学校に収蔵・展示されている。